# Phare de Gran Roque
Le phare de Gran Roque ou  le phare hollandais (Faro Holandés) est un phare inactif situé sur au sommet d'une montagne de Gran Roque, l'île principale de l'archipel de Los Roques, dans les Dépendances fédérales (Antilles vénézuéliennes) au Venezuela.

## Histoire
Le  phare ancien , construit dès 1864, a été mis en service en 1874 sur l'île de Gran Roque, se trouvant à environ 150 km au nord de Naiguatá (État de La Guaira). Il a été désactivé dans les années 1950.
Le phare hollandais est un phare ancien et historique construit par le gouvernement vénézuélien. Il avait été confié au néerlandais de Bonaire Luis Cornelius Boyé en 1864 qui ne l’avait pas achevé. Le phare, de 18 m de haut, est fait de pierre de corail et de calcaire. Il a fonctionné avec un système d’éclairage au carbure de calcium. Sa dernière remise en état date de 1913.
Il appartient au Parc national Archipiélago de Los Roques depuis 1972, qui est un site Ramsar depuis 1996..
Identifiant : ARLHS : VEN-025 .
|            |
| Gran Roque |

|          |
| Le phare |

## Le phare actuel
C'est un pilier hexagonal , orange avec une bande blanche, en fibre de verre de 6 m de haut. Il émet, à 114 m au-dessus du niveau de la mer, un éclat blanc d'une seconde par période de 10 secondes. Sa portée est de 18 milles (environ 33 km). Il est équipé d'un radar Racon
Il est situé à l'extrémité ouest de l'île, à environ 1.5 km à l'ouest du phare historique.

### Caractéristique dufeu maritime
Fréquence : 10 secondes (W)
- Lumière : 1 seconde
- Obscurité : 9 secondes

Identifiant : ARLHS : VEN-009 - Amirauté : J6424 - NGA : 17008 .

### Lien connexe
- Liste des phares du Vénézuela